# Typhloiulus maximus
Typhloiulus maximus är en mångfotingart som först beskrevs av Karl Wilhelm Verhoeff 1929.  Typhloiulus maximus ingår i släktet Typhloiulus och familjen kejsardubbelfotingar. Inga underarter finns listade i Catalogue of Life.